# Andreas Mühlbauer
Andreas Mühlbauer (* 24. April 1995 in Ingolstadt) ist ein deutscher Volleyballspieler.

## Karriere
Andreas Mühlbauer lernte das Volleyball in seiner Heimatstadt beim PSV Ingolstadt unter seinem Vater Andreas Mühlbauer. 2011 wechselte er zum Bundesstützpunkt Bayern VC Olympia Kempfenhausen. Während er unter Peter Meyndt für den VCO spielte, war er in der Saison 2012/13 zweitspielberechtigt für den TSV Friedberg. Anschließend spielte er für TSV Niederviehbach und später für den ASV Neumarkt in der 2. Bundesliga Süd. Seit der Saison 2016/17 spielt er wieder in seiner Heimatstadt für den Bayernligisten TV 1861 Ingolstadt.

## Privates
Andreas Mühlbauer hat einen Bruder, Alexander Mühlbauer, der ebenfalls Volleyball spielt.